# Remismundo
Remismundo, filho de Maldras, tornou-se rei dos Suevos em 459 e reinou até à sua morte em 469. Pouco depois da morte do seu pai foi destronado por Frumário e teve de travar um guerra civil contra este e contra Requimundo que só terminou com as mortes destes últimos em 463. O reino suevo foi então reunificado sob um único rei, Remismundo.
Casou-se com a filha do rei visigodo Teodorico II.  Converteu-se ao Arianismo em 465 e em 467, após o assassinato de Teodorico pelo seu irmão Eurico, mandou saquear Conímbriga.  Em 468, ocupou Lisboa, acrescentando a cidade ao seu domínio sobre Coimbra, Egitânia e, por conseguinte, boa parte da Lusitânia. Com a sua morte em 469, inicia-se um período obscuro na história dos Suevos, do qual existem poucos vestígios ou informações.